# Joanna Kurowska
Joanna Kurowska, właśc. Katarzyna Barbara Kurowska (ur. 25 listopada 1964 w Gdyni) – polska aktorka, artystka kabaretowa i piosenkarka.

## Życiorys

### Wczesne lata
Urodziła się w Gdyni. Jest córką Ewy i Tadeusza Kurowskich; ojciec piastował wysokie stanowisko w Przedsiębiorstwie Handlu Zagranicznego „Baltona”. Dorastała w tradycyjnym kaszubskim domu w Rumi, gdzie ukończyła naukę w Szkole Podstawowej nr 1. Wychowywała się ze starszą siostrą Hanną (zm. 2020). Miała też brata, który zmarł w dzieciństwie.
Ukończyła I Liceum Ogólnokształcące im. Króla Jana III Sobieskiego w Wejherowie i – w 1988 – studia na Wydziale Aktorskim Państwowej Wyższej Szkoły Filmowej, Telewizyjnej i Teatralnej im. Leona Schillera w Łodzi. Po rozpoczęciu studiów zaczęła występować pod imieniem Joanna.

### Kariera
W 1987 otrzymała nagrodę jury i nagrodę PAGART-u na VIII Przeglądzie Piosenki Aktorskiej we Wrocławiu. Po studiach przeniosła się do Warszawy, gdzie była związana z teatrami: Komedia (1988–1990, 2007−2010) i Nowym (1990–1995). Występowała też gościnnie w teatrach łódzkich: Studyjnym ’83 im. Juliana Tuwima (1987) i Powszechnym (1988), Lubuskim w Zielonej Górze (1991) oraz warszawskich: Scena Prezentacje (1992, 1993, 1995–1996), Na Woli (1996), Rampa (1997), Bajka (2007), 6. piętro (2011), Capitol (2015) i Gudejko (2015–2017). W sztuce Marcina Szczygielskiego Kallas, opowieść o przyjaźni Kaliny Jędrusik i Violetty Villas (2012) w reż. Dariusza Taraszkiewicza zagrała postać Kaliny Jędrusik.
Występowała w programie kabaretowym Misz-masz z Alicją Resich-Modlińską, talk-show Wieczór z Alicją oraz programie satyrycznym Magazynio z Cezarym Pazurą, Krzysztofem Jaroszyńskim i Stefanem Friedmannem. Ogólnopolską rozpoznawalność zyskała dzięki roli Jagody Karwowskiej-Bonnet w serialu Jerzego Gruzy Czterdziestolatek. 20 lat później (1993) oraz Jadwigi Graczyk w sitcomie Graczykowie (1999–2001) i jego kontynuacji – Graczykowie, czyli Buła i spóła (2001–2002). W 2000 reprezentowała Rumię w Zjeździe Kaszubów w Helu. W 2004 na V Festiwalu Dobrego Humoru w Gdańsku zdobyła Błękitny Melonik Charliego dla najlepszej aktorki komediowej i otrzymała tytuł honorowego obywatela Rumi. Zagrała drugoplanowe role w serialach Polsatu: Świat według Kiepskich (2007–2022) i Rodzina zastępcza plus (2008–2009). W 2008 uczestniczyła w trzeciej edycji programu rozrywkowego Polsatu Jak oni śpiewają. Występowała w serii Babiniec w talk-show Rozmowy w toku na TVN. W 2012 nagrała piosenki „Kochankowie z ulicy Kamiennej” i „Sącz bez ciebie”, które zostały umieszczone na albumie pt. Kochankowie z ulicy Kamiennej. Poza tym nagrała duety z Wojciechem Mannem („Klub wesołego szampana”), Maciejem Miecznikowskim („Ta dziewczyna”) i Moniką Gruszczyńską („Ti voglio bene sai”). W 2013 była lektorem w programie Fat Killers. Zabójcy tłuszczu emitowanym na Polsacie oraz odcisnęła dłoń na Promenadzie Gwiazd w Międzyzdrojach. W 2014 była lektorką pierwszej edycji programu Gogglebox. Przed telewizorem na TTV. W 2019 wystąpiła podczas koncertu piosenek literackich i kabaretowych „Walizki moje pełne snów..., czyli podróż poety” w trakcie 56. Festiwalu Polskiej Piosenki w Opolu.

## Życie prywatne
W 1997 poślubiła dziennikarza sportowego Grzegorza Świątkiewicza (zm. 21 września 2014). Ma z nim córkę Zofię (ur. 3 marca 2001).

## Filmografia
- od 2024: Gra z Cieniem jako Obręba, strażniczka więzienia
- od 2023: Teściowie jako Wiola Nagórska, matka Andżeliki
- 2022: Apokawixa jako Mirka
- 2022: Bejbis jako Marylka, partnerka ojca Mikołaja
- 2022: Ślicznotka jako pani Władzia
- 2022: Lulu, jako Elka
- 2021–2023: Mecenas Porada, jako Lidka Kojder
- 2021: The End, jako uczestniczka pogrzebu Sednama
- 2021: Piękni i bezrobotni, jako
  - Renatka (odc. 2),
  - pani 60-letnia (odc. 11)
- 2020: Ostatni komers, jako matka Julii
- 2020: Kolej na miłość, jako maszynistka
- 2020: Listy do M. 4, jako Jola
- 2018: Jak pokonać kaca, jako Lonia
- 2017: Blondynka, jako starosta Izabela Rychter (odc. 66–78)
- 2017–2020: O mnie się nie martw, jako Grażyna Małecka, matka Sylwii
- 2017: Barwy szczęścia, jako Franciszka Leoni, matka Madejskiego, była żona Berga
- 2016: Druga szansa, jako żona prezesa (odc. 13)
- 2014: Ojciec Mateusz, jako Bogumiła Lipiec, właścicielka pensjonatu (odc. 159, 400)
- 2013: Klan, jako fryzjerka (pani Lutka)
- 2012: Prawo Agaty, jako Ewa Bartosik (odc. 9)
- 2012: Piąty Stadion, jako znajoma pana z amnezją (odc. 13)
- 2010: Śniadanie do łóżka, jako kierowniczka restauracji
- 2010: Milion dolarów, jako kierowniczka oddziału banku
- 2009: Ojciec Mateusz, jako Grażyna Łukowska (odc. 14)
- 2008–2009: Rodzina zastępcza plus, jako Krystyna Kercz, teściowa Elizy
- 2008: Agentki, jako klientka (gościnnie)
- 2008: Tamagotchi
- 2008: 39 i pół, występ gościnny jako Bacha
- 2008: Teraz albo nigdy!, jako kobieta w klubie (odc. 9)
- 2008: Magda M., jako Dagmara Zalewska (gościnnie)
- 2007: I kto tu rządzi?, występ gościnny.
- 2007: Biuro kryminalne, jako Dagmara (gościnnie)
- 2005: Przybyli ułani..., jako Irena, pielęgniarka.
- 2005: Niania, jako Paula (gościnnie)
- 2004: Dziki, jako Renata, żona „Ptasiora”.
- 2004–2006: Bulionerzy, jako prezes Helena Adamska.
- 2004–2006: Pensjonat pod Różą, jako Marlena Szumilewicz.
- 2004–2006, od 2021: Pierwsza miłość, jako pani z dziekanatu Halina Raczkiewicz
- 2003: Czego się boją faceci, czyli seks w mniejszym mieście, jako Mariolka, występ gościnny.
- 2003: Na Wspólnej jako Krystyna Michalska
- 2003: Tygrysy Europy 2 jako Krystyna Broda
- 2003: Fala zbrodni jako Maria Zadrzyk-Borowska (odc. 4)
- 2002: Wszyscy święci jako żona Zenona Kotarby
- 2002: Dzień świra jako kobieta ze sklepu, „ciumkająca”
- 2002–2003: Psie serce jako Alicja
- 2002: Jest sprawa... jako nauczycielka Mariola Łącka
- 2002–2004 Graczykowie, czyli Buła i spóła jako Jadwiga Graczyk
- 2001: Córa marnotrawna jako Jadwisia z Wąchocka, miss mokrego podkoszulka
- 2000: Titan – Nowa Ziemia jako Stith (głos, polski dubbing)
- 2000: Skarb sekretarza jako Mariola Łącka
- 2000: Wielkie rzeczy: Gra jako Alinka, bratowa Jerzego
- 2000: Plebania jako żona Korońskiego (gościnnie)
- 2000: 13 posterunek 2 jako dziennikarka Mirella Ciapara (gościnnie)
- 1999: Tygrysy Europy jako Krystyna Broda
- 1999–2021: Świat według Kiepskich jako:
  - 2019: Lady Kozioł (odc. 553)[23]
  - 2013–2021: „Foka”, żona prezesa Kozłowskiego
  - 2013: perfekcyjna gospodyni (odc. 418)
  - 2012: sędzia Maria Daria Wesolutka (odc. 387)
  - 2012: kobieta (odc. 404)
  - 2010: aktorka Maryla Kozłowska (odc. 329)
  - 2010: Christina (odc. 341)
  - 2008: Danuta (odc. 301)
  - 2007–2014: Grażynka Kokosińska, przyjaciółka Haliny Kiepskiej
  - 2007: redaktorka (odc. 277)
  - 2007: kelnerka (odc. 275)
  - 2005: Krystyna Kwiatkowska (odc. 239)
  - 2003: dziennikarka (odc. 154)
  - 2003: ona sama (odc. 148)
  - 1999: Jadwiga Graczyk z Graczyków (odc. specjalny „Wielki bal”)
- 1999–2002: Graczykowie jako Jadwiga Graczyk
- 1999: Dług jako Ania, ciężarna leżąca w szpitalu wspólnie z Basią
- 1999: Badziewiakowie jako Halina Badziewiak
- 1999 Na dobre i na złe jako Jagoda, żona Pawła (gościnnie)
- 1999: Wszystkie pieniądze świata jako Weronka (gościnnie)
- 1997–1998: 13 posterunek jako dziennikarka Mirella Ciapara (gościnnie)
- 1997: Kroniki domowe jako Kulka
- 1996: Bar Atlantic jako „Misiowa”
- 1995: Bezdroża serca i umysłu jako pani de Mongennes
- 1995: Ekstradycja jako żona Cyrka
- 1994: Komedia małżeńska jako Sprzedawczyni, była żona Remka
- 1993: Czterdziestolatek – dwadzieścia lat później jako Jagoda Karwowska-Bonnet
- 1993–1994: Zespół adwokacki jako sekretarka naczelnika więzienia (gościnnie)
- 1992: Wesoła siódemka jako panna Tabby (odc. 1a), właścicielka sklepu (odc. 2b), kobieta w filmie (odc. 3a) (głos, polski dubbing)
- 1990: W piątą stronę świata
- 1988: It's my erotic life
- 1988: Niezwykła podróż Baltazara Kobera jako dziewczyna z oberży
- 1988–1990: W labiryncie jako nauczycielka Piotrka Racewicza (gościnnie)
- 1987: Ucieczka z miejsc ukochanych jako Rózia, kochanka Szczepana
- 1987: Magia kina
- 1985: W cieniu nienawiści jako Helga, dziewczyna w poczekalni stacji kolejowej